# Ковальов Іван Платонович
Іван Платонович Ковальов (21 травня 1921 — 20 липня 2016) — учасник Другої світової війни, генерал-майор Радянської Армії, Герой Радянського Союзу (1944).

## Біографія
Народився в селі Тарасівка (нині — Жмеринський район Вінницької області). Після закінчення школи в місті Нікополь Дніпропетровської області працював токарем на Південнотрубному металургійному заводі. У жовтні 1940 року призваний на службу в Робітничо-селянську Червону армію. З червня 1941 року — на фронтах війни. У жовтні того ж року отримав важке поранення під Вязьмою. Після лікування Ковальов був направлений на курси молодших лейтенантів, які закінчив у квітні 1942 року.
З березня 1943 року гвардії лейтенант Іван Ковальов командував мінопідривним взводом 9-го гвардійського окремого батальйону мінерів Північно-Західного фронту, який 10 березня був закинутий у тил противника для диверсійної роботи на території Псковської і Ленінградської областей. За сім наступних місяців бійці взводу пустили під укіс 16 ворожих ешелонів, знищили 17 мостів, понад 8 кілометрів залізниці, півтора кілометра ліній зв'язку, 2 танки, 1 бронемашину, близько 520 солдатів і офіцерів противника, навчили 350 партизан саперній справі, здобули ряд важливих даних про противника. Сам Ковальов пустив під укіс 4 ешелони, знищив 5 мостів, 6 автомашин.
Указом Президії Верховної Ради СРСР від 4 червня 1944 року за мужність, відвагу і героїзм, проявлені в боротьбі з німецькими загарбниками гвардії лейтенант Іван Ковальов був удостоєний високого звання Героя Радянського Союзу з врученням ордена Леніна і медалі «Золота Зірка» за номером 3968.
Після закінчення війни Ковальов продовжив службу в Радянській Армії. У 1950 році він закінчив Вищі академічні курси інженерних військ. У 1953 році в званні полковника Ковальов був звільнений у запас. Повернувся в рідне село, де працював секретарем партійної організації місцевого колгоспу.
Указом Президента України від 5 травня 2008 року йому було присвоєно звання генерал-майора Збройних Сил України.
Також нагороджений орденами Червоного Прапора, Вітчизняної війни 1-ї і 2-го ступенів та медалями.
На честь Ковальова названий рибальський траулер.
Помер у ніч 19 на 20 липня 2016 року.